# Michel Coenraets
Michel Coenraets (Rosières, 26 september 1932) is een Belgisch ondernemer en gewezen senator.

## Levensloop

### Opleiding en beroepsleven
Coenraets volgde lager onderwijs bij de Petits Frères in Waver en doorliep vervolgens verschillende katholieke middelbare scholen in het Brusselse. Na een voorbereidingsjaar voor ingenieurs te hebben gevolgd, behaalde hij in 1955 het diploma van industrieel ingenieur aan de industriële hogeschool ECAM. Coenraets trok daarna enkele jaren naar Belgisch Congo en werd er ploegleider van een honderdtal arbeiders in een schildersbedrijf. Na de Congolese onafhankelijkheid werkte hij korte tijd als ingenieur bij Sabena.
Een jaar later, in 1961, richtte Coenraets met zijn broer zijn eerste bedrijf op, Portomatic, dat automatische deuren met hydraulische reminrichting ontwierp voor onder meer luchthavens, supermarkten en ambassades. In 1969 stichtte hij in Bierges een bedrijf dat zich specialiseerde in het ontwikkelen van automatische toegangscontrolesystemen zoals toegangspoorten en slagbomen voor voetgangers en wagens. Dit bedrijf, Automatic Systems, kende al snel een groot internationaal succes omdat de ontwikkelingsmogelijkheden ontelbaar waren, groeide uit tot de wereldwijde nummer een in zijn domein, wist toegang te verwerven tot de economische markten van China, Spanje en de Verenigde Staten, werd een voorbeeld voor de slabakkende Waalse economie en won verschillende prijzen. In 1999 verliet hij het bedrijf om directeur te worden bij de Duitse transportgroep Plettac, dat in 2002 werd overgenomen door de Franse transportgroep Bolloré. Datzelfde jaar kocht Coenraets een Belgische licentie voor grasmaaiers en startte hij Belrobotics op, een bedrijf dat zich richtte op de ontwikkeling van robotgrasmaaiers. In 2012 richtte hij op zijn tachtigste nog het CreActivCenter op, dat in het industriegebied Waver-Noord modulaire kantoorruimtes aanbiedt voor jonge zelfstandige ondernemingen en kleine en middelgrote bedrijven. Enkele jaren later, in 2016, stortte hij zich met het bedrijf Philéole op het ontwerpen van windmolentjes voor huishoudelijk gebruik.
Van 1987 tot 1990 was hij tevens de voorzitter van de Waals Verbond van Ondernemingen. In die hoedanigheid lanceerde hij in 1988 het maandblad Dynanisme wallon, om Waalse bedrijfsleiders te informeren over alles wat economisch bewoog in Wallonië en aan te zetten tot innovatie. In september 1992 volgde hij Jean-Émile Humblet op als voorzitter van de Waalse Economische Raad van de provincie Brabant. 

### Politieke carrière
Coenraets werd intussen ook politiek actief voor de PSC (in 2002 hernoemd naar cdH en in 2022 naar Les Engagés) en werd voor deze partij in 1964 verkozen tot gemeenteraadslid van Rosières, op de lijst van burgemeester Joseph Moreau de Melen. In het kader van de grootschalige fusie van Belgische gemeenten ging Rosières in 1976 op in Rixensart. Bij de gemeenteraadsverkiezingen van 1976 voerde hij er de lijst Alliance Communale aan, waarna hij van 1977 tot 1988 schepen was van de gemeente: van 1977 tot 1982 bevoegd voor Jeugd, Cultuur en Informatie en van 1983 tot 1988 met Financiën als bevoegdheid. Vervolgens zetelde Coenraets drie jaar als gemeenteraadslid, om vervolgens in 1992 Paul Hanin op te volgen als burgemeester van Rixensart, aan het hoofd van een coalitie van de PSC en de PS. Na de gemeenteraadsverkiezingen van oktober 1994 belandde Coenraets in de oppositie en nadat hij  er zes jaar later opnieuw niet in slaagde om in de meerderheid te geraken, nam hij begin 2001 ontslag uit de gemeenteraad van Rixensart. Later maakte hij echter een politieke comeback en in oktober 2006 werd hij opnieuw verkozen in de gemeenteraad van Rixensart. Ditmaal zetelde hij tot in februari 2012, toen hij enkele maanden voor zijn 80ste verjaardag alweer ontslag nam. In oktober 2018 werd Coenraets opnieuw verkozen tot gemeenteraadslid en besloot hij ondanks zijn hoge leeftijd de functie terug op te nemen.
Bij de federale verkiezingen van november 1991 voerde Coenraets de PSC-Senaatslijst aan voor het arrondissement Nijvel. Hij werd niet verkozen, maar behaalde een goed persoonlijk resultaat. Op basis hiervan werd hij in februari 1994 aangesteld als provinciaal senator voor Brabant, ter opvolging van Etienne Cerexhe, die was benoemd tot rechter in het Arbitragehof. Hij bleef senator tot in april 1995 en werd toen niet meer herkozen.